# Danh sách trận Siêu cúp bóng đá châu Âu
Siêu cúp bóng đá châu Âu (UEFA Super Cup) là một trận đấu bóng đá thường niên giữa hai nhà vô địch của UEFA Champions League và UEFA Europa League. Khởi tranh từ năm 1972, trong quá khứ đây là cuộc so tài giữa nhà vô địch Cúp C1 châu Âu (đổi tên thành UEFA Champions League từ năm 1993) và nhà vô địch UEFA Cup Winners' Cup (hay Cúp C2 châu Âu) cho đến năm 1999 - thời điểm Liên đoàn bóng đá châu Âu (UEFA) quyết định ngừng tổ chức Winners' Cup. Trận Siêu cúp cuối cùng diễn ra theo thể thức cũ là trận đấu năm 1999 giữa Lazio và Manchester United, kết thúc với chiến thắng 1-0 cho Lazio. Lúc đầu giải đấu diễn ra theo thể thức hai lượt trận, mỗi trận tổ chức trên sân nhà của mỗi đội góp mặt và diễn ra trong những tháng mùa đông; nhưng kể từ mùa 1998, giải đấu chỉ còn là một trận duy nhất diễn ra tại một địa điểm trung lập vào tháng 8. Từ năm 1998 đến 2012, sân vận động Louis II tại Monaco là nơi đăng cai các trận Siêu cúp, nhưng kể từ năm 2013, giải đấu được tổ chức hàng năm tại mỗi sân vận động khác nhau trên khắp sân cỏ châu Âu.
A.C. Milan, Barcelona và Real Madrid đồng chia sẻ nhiều danh hiệu nhất khi mỗi đội có 5 lần đăng quang. Riêng Milan sở hữu hai danh hiệu liên tiếp vào các năm 1989 và 1990, giúp họ trở thành đội bóng đầu tiên bảo vệ thành công chức vô địch. Bên cạnh đó Real Madrid cũng có hai năm đăng quang liên tiếp vào các năm 2016 và 2017. Barcelona là đội có nhiều lần góp mặt nhất (9 lần), trong khi Sevilla là đội có số lần về nhì nhiều nhất (6 lần). Các đại diện của Tây Ban Nha vô địch giải đấu nhiều nhất với 16 lần đăng quang so với 10 lần vô địch của các đội đến từ Anh và 9 lần vô địch của các đội đến từ Ý. Đội vô địch hiện tại là nhà vô địch UEFA Champions League 2024–2025 Paris Saint Germain, đội đã đánh bại nhà vô địch UEFA Europa League 2024–25 Tottenham Hotspur 4–3 trên chấm luân lưu sau trận hòa 2–2 trong trận đấu năm 2025.

## Danh sách chi tiết
|  | Đội vô địch sau hiệp phụ, bàn thắng vàng hoặc loạt sút luân lưu |
|  | Đội vô địch Cúp C1 châu Âu / UEFA Champions League              |
|  | Đội vô địch UEFA Cup Winners' Cup                               |
|  | Đội vô địch Cúp UEFA / Europa League                            |

- Cột "Năm" chỉ năm trận Siêu cúp được tổ chức, kèm theo liên kết đến bài viết về trận đấu đó.
- Những trận chung kết theo thể thức hai lượt được liệt kê theo thứ tự trận đấu được diễn ra.

| Năm  | Quốc gia                                                                | Đội vô địch            | Tỷ số         | Đội á quân          | Quốc gia      | Sân vận động                                      | Lượng khán giả |
| ---- | ----------------------------------------------------------------------- | ---------------------- | ------------- | ------------------- | ------------- | ------------------------------------------------- | -------------- |
| 1973 | Hà Lan                                                                  | Ajax                   | 0–1           | Milan               | Ý             | San Siro, Milan, Ý                                | 15.000         |
| 1973 | Hà Lan                                                                  | Ajax                   | 6–0           | Milan               | Ý             | Sân vận động Olympic, Amsterdam, Hà Lan           | 25.000         |
| 1973 | Ajax thắng chung cuộc 6–1                                               |                        |               |                     |               |                                                   |                |
| 1974 | Không tổ chức                                                           | Không tổ chức          | Không tổ chức | Không tổ chức       | Không tổ chức | Không tổ chức                                     | Không tổ chức  |
| 1975 | Liên Xô                                                                 | Dynamo Kyiv            | 1–0           | Bayern Munich       | Tây Đức       | Sân vận động Olympic, Munich, Tây Đức             | 30.000         |
| 1975 | Liên Xô                                                                 | Dynamo Kyiv            | 2–0           | Bayern Munich       | Tây Đức       | Sân vận động Olimpiyskiy, Kiev, Liên Xô           | 110.000        |
| 1975 | Dynamo Kyiv thắng chung cuộc 3–0                                        |                        |               |                     |               |                                                   |                |
| 1976 | Bỉ                                                                      | Anderlecht             | 1–2           | Bayern Munich       | Tây Đức       | Sân vận động Olympic, Munich, Tây Đức             | 40.000         |
| 1976 | Bỉ                                                                      | Anderlecht             | 4–1           | Bayern Munich       | Tây Đức       | Parc Astrid, Anderlecht, Bỉ                       | 32.000         |
| 1976 | Anderlecht thắng chung cuộc 5–3                                         |                        |               |                     |               |                                                   |                |
| 1977 | Anh                                                                     | Liverpool              | 1–1           | Hamburger SV        | Tây Đức       | Volksparkstadion, Hamburg, Tây Đức                | 16.000         |
| 1977 | Anh                                                                     | Liverpool              | 6–0           | Hamburger SV        | Tây Đức       | Anfield, Liverpool, Anh                           | 34.931         |
| 1977 | Liverpool thắng chung cuộc 7–1                                          |                        |               |                     |               |                                                   |                |
| 1978 | Bỉ                                                                      | Anderlecht             | 3–1           | Liverpool           | Anh           | Parc Astrid, Anderlecht, Bỉ                       | 35.000         |
| 1978 | Bỉ                                                                      | Anderlecht             | 1–2           | Liverpool           | Anh           | Anfield, Liverpool, Anh                           | 23.598         |
| 1978 | Anderlecht thắng chung cuộc 4–3                                         |                        |               |                     |               |                                                   |                |
| 1979 | Anh                                                                     | Nottingham Forest      | 1–0           | Barcelona           | Tây Ban Nha   | City Ground, Nottingham, Anh                      | 23.807         |
| 1979 | Anh                                                                     | Nottingham Forest      | 1–1           | Barcelona           | Tây Ban Nha   | Camp Nou, Barcelona, Tây Ban Nha                  | 80.000         |
| 1979 | Nottingham Forest thắng chung cuộc 2–1                                  |                        |               |                     |               |                                                   |                |
| 1980 | Tây Ban Nha                                                             | Valencia               | 1–2           | Nottingham Forest   | Anh           | City Ground, Nottingham, Anh                      | 12.463         |
| 1980 | Tây Ban Nha                                                             | Valencia               | 1–0           | Nottingham Forest   | Anh           | Sân vận động Luís Casanova, Valencia, Tây Ban Nha | 29.038         |
| 1980 | Hai đội hòa chung cuộc 2–2; Valencia thắng nhờ luật bàn thắng sân khách |                        |               |                     |               |                                                   |                |
| 1981 | Không tổ chức                                                           | Không tổ chức          | Không tổ chức | Không tổ chức       | Không tổ chức | Không tổ chức                                     | Không tổ chức  |
| 1982 | Anh                                                                     | Aston Villa            | 0–1           | Barcelona           | Tây Ban Nha   | Camp Nou, Barcelona, Tây Ban Nha                  | 40.000         |
| 1982 | Anh                                                                     | Aston Villa            | 3–0 (s.h.p.)  | Barcelona           | Tây Ban Nha   | Villa Park, Birmingham, Anh                       | 31.750         |
| 1982 | Aston Villa thắng chung cuộc 3–1                                        |                        |               |                     |               |                                                   |                |
| 1983 | Scotland                                                                | Aberdeen               | 0–0           | Hamburger SV        | Tây Đức       | Volksparkstadion, Hamburg, Tây Đức                | 15.000         |
| 1983 | Scotland                                                                | Aberdeen               | 2–0           | Hamburger SV        | Tây Đức       | Pittodrie, Aberdeen, Scotland                     | 22.500         |
| 1983 | Aberdeen thắng chung cuộc 2–0                                           |                        |               |                     |               |                                                   |                |
| 1984 | Ý                                                                       | Juventus               | 2–0           | Liverpool           | Anh           | Sân vận động Thành phố, Torino, Ý                 | 55.834         |
| 1985 | Không tổ chức                                                           | Không tổ chức          | Không tổ chức | Không tổ chức       | Không tổ chức | Không tổ chức                                     | Không tổ chức  |
| 1986 | România                                                                 | Steaua București       | 1–0           | Dynamo Kyiv         | Liên Xô       | Sân vận động Louis II, Monaco                     | 8.456          |
| 1987 | Bồ Đào Nha                                                              | Porto                  | 1–0           | Ajax                | Hà Lan        | Sân vận động Olympic, Amsterdam, Hà Lan           | 27.000         |
| 1987 | Bồ Đào Nha                                                              | Porto                  | 1–0           | Ajax                | Hà Lan        | Sân vận động Antas, Porto, Bồ Đào Nha             | 50.000         |
| 1987 | Porto thắng chung cuộc 2–0                                              |                        |               |                     |               |                                                   |                |
| 1988 | Bỉ                                                                      | KV Mechelen            | 3–0           | PSV Eindhoven       | Hà Lan        | Achter de Kazerne, Mechelen, Bỉ                   | 7.000          |
| 1988 | Bỉ                                                                      | KV Mechelen            | 0–1           | PSV Eindhoven       | Hà Lan        | Sân vận động Philips, Eindhoven, Hà Lan           | 17.100         |
| 1988 | Mechelen thắng chung cuộc 3–1                                           |                        |               |                     |               |                                                   |                |
| 1989 | Ý                                                                       | Milan                  | 1–1           | Barcelona           | Tây Ban Nha   | Camp Nou, Barcelona, Tây Ban Nha                  | 50.000         |
| 1989 | Ý                                                                       | Milan                  | 1–0           | Barcelona           | Tây Ban Nha   | San Siro, Milan, Ý                                | 50.000         |
| 1989 | Milan thắng chung cuộc 2–1                                              |                        |               |                     |               |                                                   |                |
| 1990 | Ý                                                                       | Milan                  | 1–1           | Sampdoria           | Ý             | Sân vận động Luigi Ferraris, Genoa, Ý             | 25.000         |
| 1990 | Ý                                                                       | Milan                  | 2–0           | Sampdoria           | Ý             | Sân vận động Renato Dall'Ara, Bologna, Ý          | 25.000         |
| 1990 | Milan thắng chung cuộc 3–1                                              |                        |               |                     |               |                                                   |                |
| 1991 | Anh                                                                     | Manchester United      | 1–0           | Red Star Belgrade   | Nam Tư        | Old Trafford, Manchester, Anh                     | 22.110         |
| 1992 | Tây Ban Nha                                                             | Barcelona              | 1–1           | Werder Bremen       | Đức           | Weserstadion, Bremen, Đức                         | 22.098         |
| 1992 | Tây Ban Nha                                                             | Barcelona              | 2–1           | Werder Bremen       | Đức           | Camp Nou, Barcelona, Tây Ban Nha                  | 75.000         |
| 1992 | Barcelona thắng chung cuộc 3–2                                          |                        |               |                     |               |                                                   |                |
| 1993 | Ý                                                                       | Parma                  | 0–1           | Milan               | Ý             | Sân vận động Ennio Tardini, Parma, Ý              | 8.083          |
| 1993 | Ý                                                                       | Parma                  | 2–0 (s.h.p.)  | Milan               | Ý             | San Siro, Milan, Ý                                | 24.074         |
| 1993 | Parma thắng chung cuộc 2–1                                              |                        |               |                     |               |                                                   |                |
| 1994 | Ý                                                                       | Milan                  | 0–0           | Arsenal             | Anh           | Highbury, Luân Đôn, Anh                           | 38.044         |
| 1994 | Ý                                                                       | Milan                  | 2–0           | Arsenal             | Anh           | San Siro, Milan, Ý                                | 23.953         |
| 1994 | Milan thắng chung cuộc 2–0                                              |                        |               |                     |               |                                                   |                |
| 1995 | Hà Lan                                                                  | Ajax                   | 1–1           | Zaragoza            | Tây Ban Nha   | La Romareda, Zaragoza, Tây Ban Nha                | 17.500         |
| 1995 | Hà Lan                                                                  | Ajax                   | 4–0           | Zaragoza            | Tây Ban Nha   | Sân vận động Olympic, Amsterdam, Hà Lan           | 23.000         |
| 1995 | Ajax thắng chung cuộc 5–1                                               |                        |               |                     |               |                                                   |                |
| 1996 | Ý                                                                       | Juventus               | 6–1           | Paris Saint-Germain | Pháp          | Sân vận động Công viên các Hoàng tử, Paris, Pháp  | 29.519         |
| 1996 | Ý                                                                       | Juventus               | 3–1           | Paris Saint-Germain | Pháp          | Sân vận động La Favorita, Palermo, Ý              | 35.100         |
| 1996 | Juventus thắng chung cuộc 9–2                                           |                        |               |                     |               |                                                   |                |
| 1997 | Tây Ban Nha                                                             | Barcelona              | 2–0           | Borussia Dortmund   | Đức           | Camp Nou, Barcelona, Tây Ban Nha                  | 50.000         |
| 1997 | Tây Ban Nha                                                             | Barcelona              | 1–1           | Borussia Dortmund   | Đức           | Westfalenstadion, Dortmund, Đức                   | 32.500         |
| 1997 | Barcelona thắng chung cuộc 3–1                                          |                        |               |                     |               |                                                   |                |
| 1998 | Anh                                                                     | Chelsea                | 1–0           | Real Madrid         | Tây Ban Nha   | Sân vận động Louis II, Monaco                     | 10.000         |
| 1999 | Ý                                                                       | Lazio                  | 1–0           | Manchester United   | Anh           | Sân vận động Louis II, Monaco                     | 12.000         |
| 2000 | Thổ Nhĩ Kỳ                                                              | Galatasaray            | 2–1 (b.t.v.)  | Real Madrid         | Tây Ban Nha   | Sân vận động Louis II, Monaco                     | 15.000         |
| 2001 | Anh                                                                     | Liverpool              | 3–2           | Bayern Munich       | Đức           | Sân vận động Louis II, Monaco                     | 13.824         |
| 2002 | Tây Ban Nha                                                             | Real Madrid            | 3–1           | Feyenoord           | Hà Lan        | Sân vận động Louis II, Monaco                     | 18.284         |
| 2003 | Ý                                                                       | Milan                  | 1–0           | Porto               | Bồ Đào Nha    | Sân vận động Louis II, Monaco                     | 16.885         |
| 2004 | Tây Ban Nha                                                             | Valencia               | 2–1           | Porto               | Bồ Đào Nha    | Sân vận động Louis II, Monaco                     | 17.292         |
| 2005 | Anh                                                                     | Liverpool              | 3–1 (s.h.p.)  | CSKA Moscow         | Nga           | Sân vận động Louis II, Monaco                     | 17.042         |
| 2006 | Tây Ban Nha                                                             | Sevilla                | 3–0           | Barcelona           | Tây Ban Nha   | Sân vận động Louis II, Monaco                     | 17.480         |
| 2007 | Ý                                                                       | Milan                  | 3–1           | Sevilla             | Tây Ban Nha   | Sân vận động Louis II, Monaco                     | 17.822         |
| 2008 | Nga                                                                     | Zenit Saint Petersburg | 2–1           | Manchester United   | Anh           | Sân vận động Louis II, Monaco                     | 18.064         |
| 2009 | Tây Ban Nha                                                             | Barcelona              | 1–0 (s.h.p.)  | Shakhtar Donetsk    | Ukraina       | Sân vận động Louis II, Monaco                     | 17.738         |
| 2010 | Tây Ban Nha                                                             | Atlético Madrid        | 2–0           | Inter Milan         | Ý             | Sân vận động Louis II, Monaco                     | 17.265         |
| 2011 | Tây Ban Nha                                                             | Barcelona              | 2–0           | Porto               | Bồ Đào Nha    | Sân vận động Louis II, Monaco                     | 18.048         |
| 2012 | Tây Ban Nha                                                             | Atlético Madrid        | 4–1           | Chelsea             | Anh           | Sân vận động Louis II, Monaco                     | 14.312         |
| 2013 | Đức                                                                     | Bayern Munich          | 2–2 (s.h.p.)  | Chelsea             | Anh           | Eden Arena, Praha, Cộng hòa Séc                   | 17.686         |
| 2014 | Tây Ban Nha                                                             | Real Madrid            | 2–0           | Sevilla             | Tây Ban Nha   | Sân vận động Cardiff City, Cardiff, Wales         | 30.854         |
| 2015 | Tây Ban Nha                                                             | Barcelona              | 5–4 (s.h.p.)  | Sevilla             | Tây Ban Nha   | Boris Paichadze Dinamo Arena, Tbilisi, Gruzia     | 51.940         |
| 2016 | Tây Ban Nha                                                             | Real Madrid            | 3–2 (s.h.p.)  | Sevilla             | Tây Ban Nha   | Sân vận động Lerkendal, Trondheim, Na Uy          | 17.939         |
| 2017 | Tây Ban Nha                                                             | Real Madrid            | 2–1           | Manchester United   | Anh           | Philip II Arena, Skopje, Bắc Macedonia            | 30.421         |
| 2018 | Tây Ban Nha                                                             | Atlético Madrid        | 4–2 (s.h.p.)  | Real Madrid         | Tây Ban Nha   | A. Le Coq Arena, Tallinn, Estonia                 | 12.424         |
| 2019 | Anh                                                                     | Liverpool              | 2–2 (s.h.p.)  | Chelsea             | Anh           | Vodafone Park, Istanbul, Thổ Nhĩ Kỳ               | 38.434         |
| 2020 | Đức                                                                     | Bayern Munich          | 2–1 (s.h.p.)  | Sevilla             | Tây Ban Nha   | Puskás Aréna, Budapest, Hungary                   | 15.180         |
| 2021 | Anh                                                                     | Chelsea                | 1–1 (s.h.p.)  | Villarreal          | Tây Ban Nha   | Windsor Park, Belfast, Bắc Ireland                | 10.435         |
| 2022 | Tây Ban Nha                                                             | Real Madrid            | 2–0           | Eintracht Frankfurt | Đức           | Sân vận động Olympic, Helsinki, Phần Lan          | 31.042         |
| 2023 | Anh                                                                     | Manchester City        | 1–1 (s.h.p.)  | Sevilla             | Tây Ban Nha   | Sân vận động Karaiskakis, Athens, Hy Lạp          | 29,207         |
| 2024 | Tây Ban Nha                                                             | Real Madrid            | 2–0           | Atalanta            | Ý             | Sân vận động Quốc gia, Warsaw, Ba Lan             | 56,042         |
| 2025 | Pháp                                                                    | Paris Saint-Germain    | 2–2           | Tottenham Hotspur   | Anh           | Sân vận động Friuli, Udine, Ý                     | 21,025         |

## Thống kê thành tích

### Theo câu lạc bộ
| Câu lạc bộ             | Vô địch | Á quân | Năm vô địch                        | Năm á quân                         |
| ---------------------- | ------- | ------ | ---------------------------------- | ---------------------------------- |
| Real Madrid            | 6       | 3      | 2002, 2014, 2016, 2017, 2022, 2024 | 1998, 2000, 2018                   |
| Barcelona              | 5       | 4      | 1992, 1997, 2009, 2011, 2015       | 1979, 1982, 1989, 2006             |
| Milan                  | 5       | 2      | 1989, 1990, 1994, 2003, 2007       | 1973, 1993                         |
| Liverpool              | 4       | 2      | 1977, 2001, 2005, 2019             | 1978, 1984                         |
| Atlético Madrid        | 3       | 0      | 2010, 2012, 2018                   | —                                  |
| Bayern Munich          | 2       | 3      | 2013, 2020                         | 1975, 1976, 2001                   |
| Chelsea                | 2       | 3      | 1998, 2021                         | 2012, 2013, 2019                   |
| Ajax                   | 2       | 1      | 1973, 1995                         | 1987                               |
| Anderlecht             | 2       | 0      | 1976, 1978                         | —                                  |
| Valencia               | 2       | 0      | 1980, 2004                         | —                                  |
| Juventus               | 2       | 0      | 1984, 1996                         | —                                  |
| Sevilla                | 1       | 6      | 2006                               | 2007, 2014, 2015, 2016, 2020, 2023 |
| Porto                  | 1       | 3      | 1987                               | 2003, 2004, 2011                   |
| Manchester United      | 1       | 3      | 1991                               | 1999, 2008, 2017                   |
| Dynamo Kyiv            | 1       | 1      | 1975                               | 1986                               |
| Nottingham Forest      | 1       | 1      | 1979                               | 1980                               |
| Paris Saint-Germain    | 1       | 1      | 2025                               | 1996                               |
| Aston Villa            | 1       | 0      | 1982                               | —                                  |
| Aberdeen               | 1       | 0      | 1983                               | —                                  |
| Steaua București       | 1       | 0      | 1986                               | —                                  |
| Mechelen               | 1       | 0      | 1988                               | —                                  |
| Parma                  | 1       | 0      | 1993                               | —                                  |
| Lazio                  | 1       | 0      | 1999                               | —                                  |
| Galatasaray            | 1       | 0      | 2000                               | —                                  |
| Zenit Saint Petersburg | 1       | 0      | 2008                               | —                                  |
| Manchester City        | 1       | 0      | 2023                               | —                                  |
| Hamburger SV           | 0       | 2      | —                                  | 1977, 1983                         |
| PSV Eindhoven          | 0       | 1      | —                                  | 1988                               |
| Sampdoria              | 0       | 1      | —                                  | 1990                               |
| Red Star Belgrade      | 0       | 1      | —                                  | 1991                               |
| Werder Bremen          | 0       | 1      | —                                  | 1992                               |
| Arsenal                | 0       | 1      | —                                  | 1994                               |
| Real Zaragoza          | 0       | 1      | —                                  | 1995                               |
| Borussia Dortmund      | 0       | 1      | —                                  | 1997                               |
| Feyenoord              | 0       | 1      | —                                  | 2002                               |
| CSKA Moscow            | 0       | 1      | —                                  | 2005                               |
| Shakhtar Donetsk       | 0       | 1      | —                                  | 2009                               |
| Inter Milan            | 0       | 1      | —                                  | 2010                               |
| Villarreal             | 0       | 1      | —                                  | 2021                               |
| Eintracht Frankfurt    | 0       | 1      | —                                  | 2022                               |
| Atalanta               | 0       | 1      | —                                  | 2024                               |
| Tottenham Hotspur      | 0       | 1      | —                                  | 2025                               |

### Theo quốc gia
| Quốc gia    | Vô địch | Á quân | Tổng cộng |
| ----------- | ------- | ------ | --------- |
| Tây Ban Nha | 17      | 15     | 32        |
| Anh         | 10      | 11     | 21        |
| Ý           | 9       | 5      | 14        |
| Bỉ          | 3       | 0      | 3         |
| Đức         | 2       | 8      | 10        |
| Hà Lan      | 2       | 3      | 5         |
| Bồ Đào Nha  | 1       | 3      | 4         |
| Nga         | 1       | 1      | 2         |
| Liên Xô     | 1       | 1      | 2         |
| Pháp        | 1       | 1      | 2         |
| România     | 1       | 0      | 1         |
| Scotland    | 1       | 0      | 1         |
| Thổ Nhĩ Kỳ  | 1       | 0      | 1         |
| Ukraina     | 0       | 1      | 1         |
| Nam Tư      | 0       | 1      | 1         |
| Tổng        | 50      | 50     | 100       |

### Theo cấp độ giải đấu
| Cúp                     | Vô địch | Á quân |
| ----------------------- | ------- | ------ |
| UEFA Champions League*  | 30      | 20     |
| UEFA Cup Winners' Cup** | 12      | 12     |
| UEFA Europa League***   | 8       | 18     |

Chú giải
(*): Còn có tên gọi là Cúp C1 châu Âu từ 1956 đến 1992

(**): Hợp nhất với tên gọi Cúp UEFA vào năm 1999, nhưng các đội vô địch trong quá khứ vẫn được tách riêng

(***): Còn có tên gọi là Cúp UEFA từ 1971 đến 2009

## Chú giải
1. ↑  Trận đấu diễn ra vào tháng 1 năm 1974 thay vì vào đầu mùa giải như theo thể lệ tổ chức sau này.
2. ↑  Trận đấu bị hủy vì Bayern Munich và Magdeburg không thể đồng thuận lịch tổ chức phù hợp cho trận đấu.[4]
3. ↑  Trận đấu không diễn ra vì Liverpool không thể chọn ngày phù hợp để đối đầu với Dinamo Tbilisi do mâu thuẫn lịch thi đấu.[4]
4. ↑  Chỉ có một trận đấu diễn ra vào năm 1984 theo thỏa thuận giữa hai huấn luyện viên của cả Liverpool và Juventus do cả hai đội đều gặp rắc rối về lịch thi đấu.[5]
5. ↑  Trận đấu bị hủy vì Everton không thể thi đấu do lệnh cấm các đội bóng Anh tham dự đấu trường châu Âu của UEFA.[6]
6. ↑  Do những hoàn cảnh chính trị, Steaua București và Dynamo Kyiv đã thống nhất tổ chức một trận đấu duy nhất để tranh cúp vào năm 1986.[7]
7. ↑  Chỉ có một trận đấu diễn ra vào năm 1991 do những hoàn cảnh chính trị tại Nam Tư.[8]
8. ↑  Nhà vô địch Champions League Marseille bị dính án phạt bởi bê bối hối lộ, vì vậy Milan—á quân C1 mùa trước đã được trao suất thay thế để thi đấu.[9]
9. ↑  Tỉ số là 1–1 sau 90 phút và 2–2 sau hiệp phụ. Bayern Munich giành chiến thắng trên chấm luân lưu với tỉ số 5–4.[10]
10. ↑  Tỉ số là 1–1 sau 90 phút và 2–2 sau hiệp phụ. Liverpool giành chiến thắng trên chấm luân lưu với tỉ số 5–4.
11. ↑  Tỉ số là 1–1 sau 90 phút và hiệp phụ. Chelsea giành chiến thắng trong loạt sút luân lưu với tỉ số 6–5.
12. ↑  Tỉ số là 1–1 sau 90 phút. Manchester City giành chiến thắng trong loạt sút luân lưu với tỉ số 5–4.
13. ↑  Không được tổ chức vào các năm 1974, 1981 và 1985.
14. 1 2 3  Không bao gồm trận tranh Siêu cúp bóng đá châu Âu 1972, không được UEFA tổ chức cũng như công nhận chính thức.
15. ↑  Là đại diện của Liên Xô vào năm 1975 và 1986.
16. ↑  Là đại diện của Nam Tư vào năm 1991.
17. ↑  Bao gồm các câu lạc bộ đại diện cho Tây Đức. Không có câu lạc bộ nào đại diện cho Đông Đức góp mặt tại giải đấu.
18. ↑  Cả hai lần góp mặt của Liên Xô đều là từ một câu lạc bộ CHXHCN Xô viết Ukraina.
19. ↑  Sự góp mặt của Nam Tư là từ một câu lạc bộ CHXHCN Serbia.